# École collégiale d'Édimbourg
L'école collégiale d'Édimbourg, située au 27/28 Charlotte Square, à Édimbourg est créée en 1868,. 

## Anciens élèves notables
- Thomas Hastie Bryce (en) (1862-1946), anatomiste, auteur médical et archéologue
- WK Burton (1856-1899), ingénieur, photographe et écrivain photographique, qui a vécu la majeure partie de sa carrière au Japon de l'ère Meiji
- Henry Cowan (en) (1862-1932), député libéral (MP) 1906-1922, député unioniste 1923-1929
- William James Cullen, Lord Cullen (en) (1859-1941), avocat et juge, shérif de Fife et Kinross, sénateur du Collège de justice
- Sir Frederick Gebbie (en) (1871-1939), ingénieur civil britannique en Inde
- Archibald Alexander Gordon (en) (1867-1949), soldat britannique qui a servi comme attaché à la maison militaire du roi Albert Ier de Belgique pendant la première Guerre mondiale
- Le maréchal Douglas Haig, 1er comte Haig (1861-1928), officier supérieur britannique pendant la première Guerre mondiale[1]
- Henry Halcro Johnston (en) (1856-1939), botaniste écossais, médecin, international de rugby à XV
- Alfred Edward Moffat (1863-1950), musicien écossais, compositeur et collectionneur de musique
- Sir James Thorburn (en) (1864-1929), gouverneur colonial britannique de la Gold Coast 1910-1912